# Řepov
Řepov ist eine Gemeinde   im  Okres Mladá Boleslav in der Region Zentralböhmen in der Tschechischen Republik. Es hat ungefähr 700 Einwohner.

## Geographie

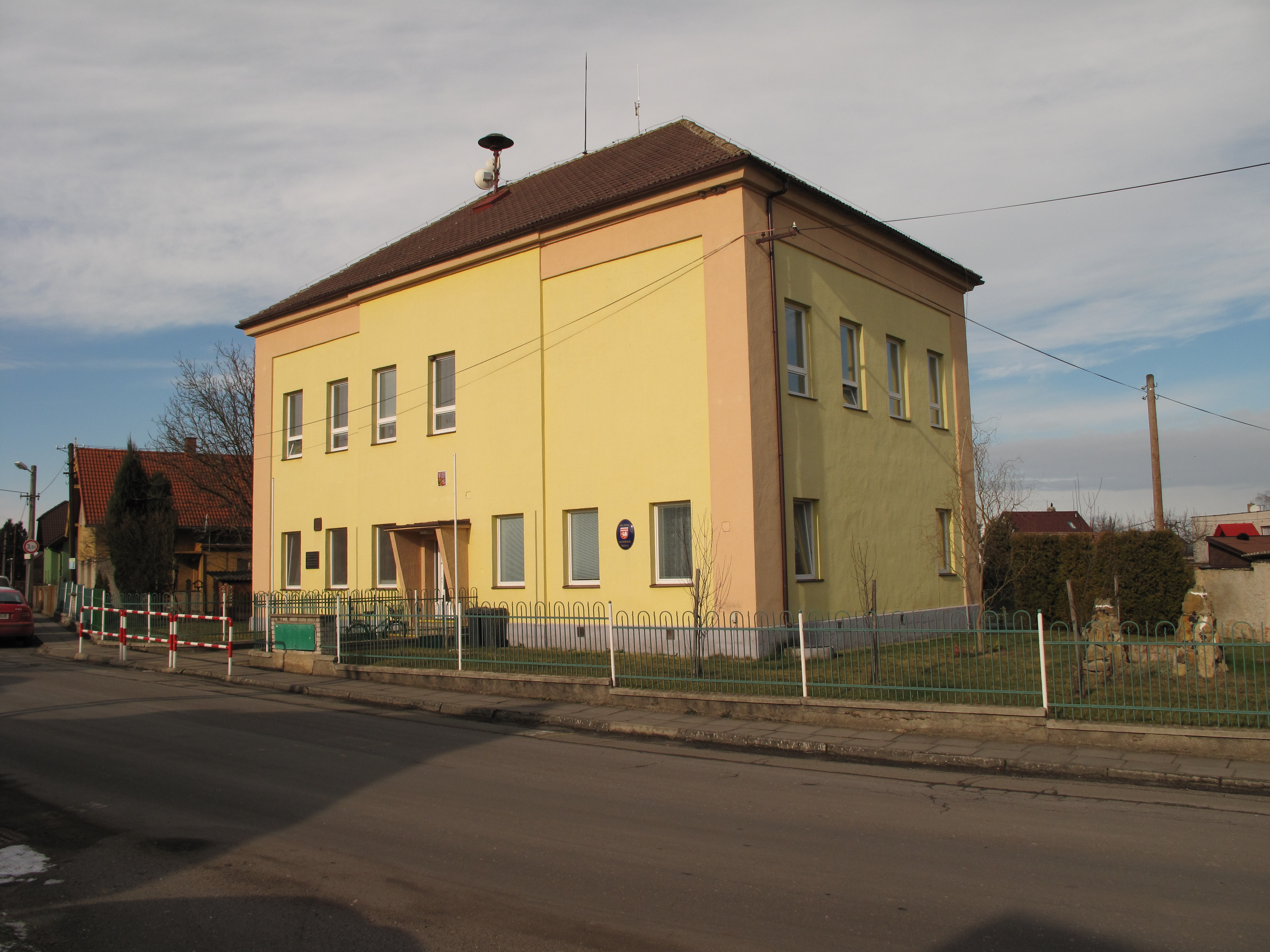
Schule von Řepov

Řepov liegt im Okres Mladá Boleslav im Norden der Region Zentralböhmen in der Tschechischen Republik. Die Gemeinde hat eine Fläche von 2,38 km² und liegt in 210 m Höhe über dem Meeresspiegel.

## Geschichte
Řepov wurde 1787 gegründet.